# Яме (Слунь)
45°05′ пн. ш. 15°37′ сх. д. / 45.08° пн. ш. 15.61° сх. д.
Яме (хорв. Jame) — населений пункт у Хорватії, в Карловацькій жупанії у складі міста Слунь.

## Населення
Населення за даними перепису 2011 року становило 28 осіб.
Динаміка чисельності населення поселення: